# Chow Yun-fat
Dans ce nom chinois, le nom de famille, Chow, précède le nom personnel.
Chow Yun-fat (chinois simplifié : 周润发 ; chinois traditionnel : 周潤發 ; pinyin : Zhōu Rùnfā ; Wade : Chou¹ Jun⁴fa¹ ; cantonais Jyutping : Zau¹ Jeon⁶faat³ ; cantonais Yale : Jau¹ Yeuhnfaat³) est un acteur hongkongais, né le 18 mai 1955 sur l'île de Lamma à Hong Kong.
Il fait partie des rares acteurs asiatiques reconnus au niveau international et produits par Hong Kong, avec Bruce Lee, Jackie Chan, Jet Li et Michelle Yeoh. Étant de grande taille, séduisant et charismatique, il est comparé à Cary Grant ou à Alain Delon. Il est surnommé Brother Fat à Hong Kong. Son nom est indissociable de John Woo avec lequel il a collaboré notamment pour Le Syndicat du crime 1 et 2, À toute épreuve, The Killer ou Les Associés pour ne citer que les plus connus.

## Biographie
Après le lycée, il enchaîne les petits boulots, de livreur à groom. Il fait des figurations à la télévision après s'être inscrit aux cours d'art dramatique de la chaîne de télévision TVB (Television Broadcasting Ltd).
Acteur fétiche de John Woo période hongkongaise, beaucoup de ses films sont devenus des classiques du cinéma hongkongais avec des films comme Le Syndicat du crime (1986) de John Woo, City on Fire (1987) et Prison on Fire (1987) de Ringo Lam, Le Syndicat du crime 2 (1989) et The Killer (1989) de John Woo, Le Syndicat du crime 3 (1989) de Tsui Hark, Les Associés (1991) de John Woo, Prison on Fire 2 (1991) de Ringo Lam, À toute épreuve (1992) de John Woo et Full Contact (1993) de Ringo Lam.
Il atteindra l'apogée de son art en 1989 avec notamment la sortie en salle des Dieux du jeu de Wong Jing, qui aura droit à sa palette de suites (avec ou sans Chow Yun-fat), malheureusement moins convaincantes que ce premier film.
À partir de 1998, il continue sa carrière aux États-Unis.
Il tourne avec Mira Sorvino dans Un tueur pour cible (1998) d'Antoine Fuqua, avec Mark Wahlberg dans Le Corrupteur (1999) de James Foley, et avec Jodie Foster dans Anna et le Roi (1999) d'Andy Tennant.
Il donne la réplique à Michelle Yeoh en 2000 dans Tigre et Dragon d'Ang Lee et tourne avec Johnny Depp en 2007 dans Pirates des Caraïbes : Jusqu'au bout du monde de Gore Verbinski.

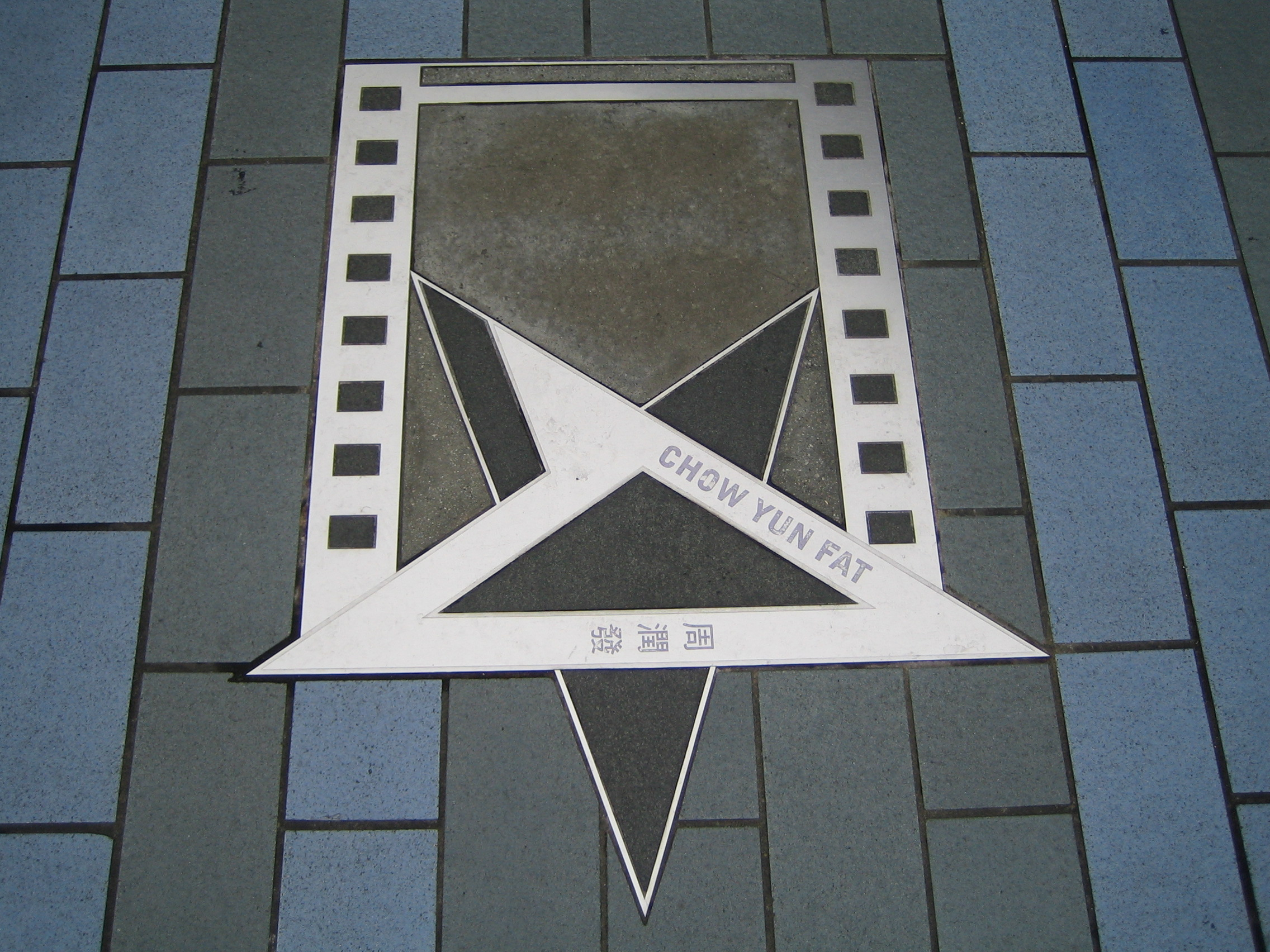
Empreintes sur l'avenue des stars à Hong Kong.

Après sa prise de position en faveur des manifestants pro-démocrates de Hong Kong, il est mis à l'écart de certains projets en Chine.

## Filmographie
- 1976 : Learned Bride Thrice Fools Bridegroom
- 1976 : The Reincarnation
- 1976 : The Hunter, the Butterfly, and the Crocodile
- 1976 : Massage Girls
- 1977 : Hot Blood
- 1978 : Miss O
- 1978 : Heroic Cops
- 1978 : Their Private Lives
- 1980 : Police Sir
- 1980 : See-Bar
- 1980 : Joy to the World
- 1981 : The Executor
- 1981 : The Story of Woo Viet
- 1982 : Le Messager de guerre (en)
- 1983 : Bloody Money
- 1983 : The Bund Part 2
- 1983 : The Head Hunter (en)
- 1983 : Last Affair
- 1983 : Hong Kong 1941
- 1984 : Love in a Fallen City
- 1984 : The Occupant
- 1985 : Le Sorcier du Népal
- 1985 : Women
- 1985 : The Story of Rose
- 1985 : Why Me?
- 1986 : La Septième Malédiction (en)
- 1986 : Clandestine
- 1986 : 100 Manières De Tuer Sa Femme
- 1986 : You Will I Will
- 1986 : The Lunatics
- 1986 : Amours déchus (Love Unto Waste)
- 1986 : The Missed Date
- 1986 : Dream Lovers
- 1986 : Le Syndicat du crime
- 1987 : Tragic Hero
- 1987 : Hallucinations
- 1987 : Flaming Brothers
- 1987 : Spiritual Love (en)
- 1987 : Rich and Famous
- 1987 : The Romancing Star
- 1987 : City on Fire
- 1987 : An Autumn's Tale
- 1987 : Prison on Fire
- 1987 : Le Syndicat du crime 2
- 1988 : The Romancing Star 2
- 1988 : Goodbye, My Friend
- 1988 : Cherry Blossoms
- 1988 : City War
- 1988 : Tiger on the Beat
- 1988 : The Greatest Lover
- 1988 : Fractured Follies
- 1988 : The Eighth Happiness
- 1988 : Diary of a Big Man
- 1989 : All About Ah-Long
- 1989 : Brotherhood
- 1989 : Triads: The Inside Story
- 1989 : The Fun, the Luck and the Tycoon
- 1989 : Wild Search (en)
- 1989 : The Killer
- 1989 : Le Syndicat du crime 3
- 1989 : Les Dieux du jeu
- 1990 : Black Vengeance
- 1990 : All for the Winner
- 1991 : Les Associés
- 1991 : Prison on Fire 2
- 1992 : Now You See Love, Now You Don't (en)
- 1992 : À toute épreuve
- 1993 : Full Contact
- 1994 : Treasure Hunt
- 1994 : L'Arnaqueur de Hong Kong
- 1995 : Peace Hotel
- 1998 : Un tueur pour cible
- 1999 : Le Corrupteur
- 1999 : Anna et le roi
- 2000 : Tigre et Dragon
- 2003 : Le Gardien du manuscrit sacré
- 2004 : Waiting Alone (en)
- 2006 : La Cité interdite
- 2006 : The Postmodern Life of My Aunt
- 2007 : Pirates des Caraïbes : Jusqu'au bout du monde
- 2008 : Les Orphelins de Huang Shui
- 2009 : Dragonball Evolution
- 2010 : Confucius
- 2010 : Shanghai
- 2010 : Let the Bullets Fly
- 2011 : The Founding of a Party
- 2012 : The Assassins
- 2012 : The Last Tycoon
- 2014 : From Vegas to Macau
- 2014 : Le Roi singe (The Monkey King)
- 2015 : From Vegas to Macau 2
- 2015 : Office
- 2016 : From Vegas to Macau 3
- 2016 : Cold War 2
- 2018 : Project Gutenberg
- 2023 : Be Water, My Friend

## Jeux vidéo
- 2007 : Stranglehold (PlayStation 3/Xbox360/PC) : l'inspecteur Tequila

## Récompenses
- 1987 : Prix du meilleur acteur lors des Hong Kong Film Awards pour Le Syndicat du crime
- 1988 : Prix du meilleur acteur lors des Hong Kong Film Awards pour City on Fire
- 1990 : Prix du meilleur acteur lors des Hong Kong Film Awards pour All About Ah-Long

## Voix françaises
| - Michel Vigné dans : - Le Syndicat du crime 2 - The Killer - Le Syndicat du crime 3 - À toute épreuve - Le Corrupteur - Omar Yami dans : - Anna et le Roi - Le Gardien du manuscrit sacré - Les Orphelins de Huang Shui - Bertrand Liebert dans : - Hong Kong 1941 - City on Fire | - Bruno Dubernat dans : - Les Dieux du jeu - Les Associés - Lionel Tua dans : - Pirates des Caraïbes : Jusqu'au bout du monde - Dragonball Evolution Et aussi : - Arnaud Arbessier dans Un tueur pour cible - Patrice Baudrier dans Tigre et Dragon - François Dunoyer dans La Cité interdite |